# عباس جيجان
عباس جيجان الكعبي (1951-) شاعر شعبي عراقي يحمل الجنسية الهولندية ، وهو من مُريدي الطريقة العلية القادرية الكسنزانية.

## عن حياته
ولد الشاعر عباس جيجان الكعبي في العراق وتحديدا منطقة البصرة في عام 1370 هـجري الموافق عام 1951 ميلادي ، وأكمل تحصيله الدراسي فيها حتي توقف عن الدراسة في المرحلة الثانوية ، ثم إنتقل الي الحياة العملية فعمل في وزارة الثقافة والاعلام العراقية وتدرج في المناصب حتي أصبح رئيس ملاحظين علي الاعلام والشعراء ، ثم انتقل الي قسم السينما والمسرح وحينها انتخب رئيسا لجمعية الشعراء الشعبيين في البصرة ، وفي عام 1997 هرب من العراق إلى هولندا ليلجئ إليها فرارا من آثار الحصار الاقتصادي التي فرضتها الأمم المتحدة على نظام صدام حسين بعد الغزو العراقي للكويت عام 1990 ، وحينها فسر البعض خروجه من العراق ولجوئه إلى هولندا بأنه هرب من مضايقات ضده من نظام صدام حسين ، إلا أنه رثى الرئيس العراقي الراحل صدام حسين بعد إعدامه عام 2006 وعاد ليرثيه بعد إعدامه. له قصائد سياسية ووطنية واجتماعية كما أن له إطلالات على الفضائيات العربية من خلال عدة برامج منها شاعر المليون وإضاءات.

## من أشعاره
وقصيدة أخرى له